# Macrourus
Macrourus is een geslacht van straalvinnige vissen uit de familie van rattenstaarten (Macrouridae). Het geslacht is voor het eerst wetenschappelijk beschreven in 1786 door Bloch.

## Soorten
- Macrourus berglax  (Noordelijke grenadier)
- Macrourus carinatus (Günther, 1878)
- Macrourus holotrachys Günther, 1878
- Macrourus whitsoni (Regan, 1913)
- Macrourus caml McMillan, Iwamoto, Stewart & Smith, 2012